# Beautiful Things
Beautiful Things ist ein Lied des US-amerikanischen Sängers und Songwriters Benson Boone aus dem Jahr 2024.

## Hintergrund
Das Lied wurde vom Interpreten selbst, zusammen mit den Koautoren Evan Blair und Jack LaFrantz, getextet beziehungsweise komponiert. Blair zeichnete darüber hinaus auch für die Produktion verantwortlich.
Die Erstveröffentlichung von Beautiful Things erfolgte als Single am 18. Januar 2024 bei Night Street Records. Am 5. April 2024 erschien das Lied als Teil von Boones Debütalbum Fireworks & Rollerblades.
Benson Boone begann am 29. September 2023 den Song zu schreiben, kurz nachdem er nach Los Angeles gezogen war. Anfangs hatte er zwei verschiedene Songs an zwei hintereinander folgenden Abenden geschrieben, doch Songwriter Jack LaFrantz schlug ihm vor, die beiden zu einem zu vereinen, woraus dann Beautiful Things entstand.
Boone sagte, eine kürzlich begonnene Beziehung habe ihn inspiriert. Das Lied ist eine "Ballade über den Sinn des Lebens", in der Boone über die Dankbarkeit für Leben und Liebe, aber auch über die "Volatilität des Glücks" sinniert.
Das Lied fügt der "Weichheit" seiner vorhergehenden Singles wie "In the Stars" eine kraftvollere Note hinzu, wodurch er mehr Seiten seines Charakters als Sänger sowie einen anderen gesanglichen Ansatz zeigen konnte. Das Lied verbindet "gefühlvolle Strophen" mit einem "kraftvollen Gesang". Es wurde in H-Dur geschrieben.
Seit September 2024 wird das Lied im Rahmen einer Multi-Channel-Kampagne der Firma BMW verwendet. 

## Musikvideo
Das Musikvideo hatte seine Premiere am 19. Januar 2024 und erzielte eine halbe Million Aufrufe binnen einer Stunde. Es zeigt ihn und seine Band, die auf einem Berggipfel spielen und wurde in der Nähe von St. George, Utah gedreht. Es wurde bei YouTube mehr als 366 Millionen Mal abgerufen (Stand Oktober 2024).

## Kommerzieller Erfolg

### Chartplatzierungen
Das Lied wurde zu einem weltweiten Charthit und avancierte unter anderem zum Nummer-eins-Hit in Deutschland, Österreich, der Schweiz sowie dem Vereinigten Königreich. In den US-amerikanischen Billboard Hot 100 erreichte es Rang zwei.
| ChartsChartplatzierungen       | Höchstplatzierung | Wochen |
| ------------------------------ | ----------------- | ------ |
| Deutschland (GfK)              | 1 (… Wo.)         | …      |
| Österreich (Ö3)                | 1 (… Wo.)         | …      |
| Schweiz (IFPI)                 | 1 (… Wo.)         | …      |
| Vereinigte Staaten (Billboard) | 2 (48 Wo.)        | 48     |
| Vereinigtes Königreich (OCC)   | 1 (… Wo.)         | …      |

| ChartsJahrescharts (2024)      | Platzierung |
| ------------------------------ | ----------- |
| Deutschland (GfK)              | 3           |
| Österreich (Ö3)                | 1           |
| Schweiz (IFPI)                 | 1           |
| Vereinigte Staaten (Billboard) | 3           |
| Vereinigtes Königreich (OCC)   | 2           |

### Auszeichnungen für Musikverkäufe
| Land/Region                  | Auszeichnungen für Musikverkäufe (Land/Region, Auszeichnung, Verkäufe) | Verkäufe   |
| ---------------------------- | ---------------------------------------------------------------------- | ---------- |
| Australien (ARIA)            | 12× Platin                                                             | 840.000    |
| Belgien (BRMA)               | 3× Platin                                                              | 120.000    |
| Dänemark (IFPI)              | 2× Platin                                                              | 180.000    |
| Deutschland (BVMI)           | Platin                                                                 | 600.000    |
| Frankreich (SNEP)            | Diamant                                                                | 333.333    |
| Italien (FIMI)               | 2× Platin                                                              | 200.000    |
| Kanada (MC)                  | Diamant                                                                | 800.000    |
| Mexiko (AMPROFON)            | 5× Gold                                                                | 350.000    |
| Neuseeland (RMNZ)            | 6× Platin                                                              | 180.000    |
| Niederlande (NVPI)           | Platin                                                                 | 90.000     |
| Österreich (IFPI)            | 3× Platin                                                              | 90.000     |
| Polen (ZPAV)                 | Diamant                                                                | 250.000    |
| Portugal (AFP)               | 7× Platin                                                              | 70.000     |
| Schweiz (IFPI)               | 4× Platin                                                              | 120.000    |
| Spanien (Promusicae)         | 3× Platin                                                              | 180.000    |
| Vereinigte Staaten (RIAA)    | 5× Platin                                                              | 5.000.000  |
| Vereinigtes Königreich (BPI) | 4× Platin                                                              | 2.400.000  |
| Insgesamt                    | 2× Gold · 54× Platin · 3× Diamant ·                                    | 11.803.333 |

## Coverversionen
- 2024: The BossHoss[38]